# Shahid Kapoor

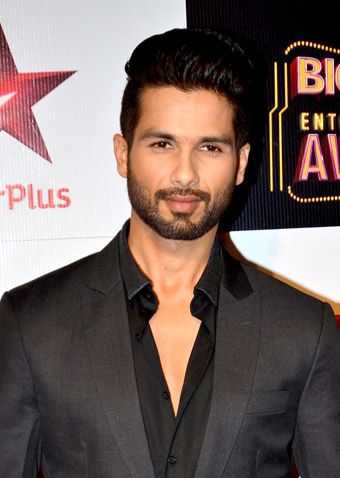
Shahid Kapoor 2014

Shahid Kapoor (Hindi: शाहिद कपूर, Śāhid Kapūr; * 25. Februar 1981 in Bombay) ist ein indischer Schauspieler und Model, der für seine Hindi-Filme bekannt ist. Von vier Filmfare Award Nominationen gewann er zwei, unter anderem für den besten Schauspieler für seine Darbietung in Shakespeares Hamlet Adaptation Haider (2014).

## Leben
Shahid Kapoor ist der Sohn des Schauspielers Pankaj Kapoor und Neelima Azeem. Die beiden ließen sich scheiden, als er drei Jahre alt war. Er wuchs bei seiner Mutter auf. Mütterlicherseits ist Shahid Kapoor ein Urenkel des Regisseurs Khwaja Ahmad Abbas.
Am 7. Juli 2015 heiratete Kapoor die Studentin Mira Rajput in einer Zeremonie in Delhi. Am 26. August 2016 ist er Vater einer Tochter geworden.

### Karriere
Er studierte Tanz und erhielt dadurch einige Rollen in Musikvideos sowie auch in Filmen. In dem Film Dil To Pagal Hai – Mein Herz spielt verrückt (1997) hatte er als Hintergrundtänzer in dem Song Le Gaye mitgetanzt. Zwei Jahre später wurde er wieder als Hintergrundtänzer in dem Song Kahin aag lage lag jaye (Taal 1999) an der Seite von Aishwarya Rai eingesetzt.
Sein Debütfilm Ishq Vishk war mäßig erfolgreich, dennoch gewann er den Filmfare Award 2003 für das beste Debüt, sowie den Star Screen Awards und den Zee Cine Award. 2004 folgten zwei weitere Filme. Fida, mit Kareena Kapoor und Fardeen Khan und Dil Maange More, eine romantische Komödie mit Soha Ali Khan, Tulip Joshi und Ayesha Takia. Mit seinem Halbbruder Ishaan spielte er gemeinsam in dem Film Vaah! Life Ho Toh Aisi!. Bevorzugt spielt er in Filmen den romantischen Helden, häufig zusammen mit Kareena Kapoor und Amrita Rao. Für seine Arbeit in dem Film Shikhar bekam er eine Nominierung für den Star Screen Award/Bester Hauptdarsteller. 2006 spielte Shahid in dem Comic-Thriller 36 China Town, der nur mäßig erfolgreich war. Im Sommer 2006 machte Shahid zusammen mit anderen Bollywood-Stars wie Salman Khan, Kareena Kapoor, John Abraham, Esha Deol, Mallika Sherawat und Zayed Khan eine Welttournee.
Seinen großen Durchbruch hatte Shahid dann nach Vivah mit Jab We Met 2007 an der Seite seiner damaligen Freundin Kareena Kapoor, die sich aber kurz nach dem Dreh von ihm trennte. In 2009 spielte Shahid Kapoor zusammen mit Rani Mukerji in Mein Herz ruft nach Liebe – Dil Bole Hadippa!. Der Film war kein kommerzieller Erfolg.
Im Jahr 2009 spielte Shahid an der Seite von Priyanka Chopra eine Doppelrolle, wo er sowohl einen positiven als auch negativen Charakter spielte und zudem er auch stottern und lispeln musste.
Für den Film Haider (2014) rasierte sich Kapoor seine Haare ab. Seine Rolle bekam Zuspruch von den Kritikern, die eine Adaption von Shakespeares Hamlet ist. Er produzierte den Film und ist neben Tabu und der Newcomerin Shraddha Kapoor zu sehen. Für seine Darbietung gewann er den Stardust Award und den Filmfare Award in den Kategorien bester Drama Schauspieler und bester Schauspieler. Haider ist der erste indische Film, der auf dem Rome Film Festival gezeigt wurde und gewann den People Choice Award.
Shahid hat einen kurzen Tanzauftritt im Lied Punjabi Must in Action Jackson. Nach R... Rajkumar sind Shahid Kapoor und Sonakshi Sinha für eine kurze Zeit, wieder zusammen auf der Leinwand zu sehen.

## Filmografie
- 1997: Dil To Pagal Hai – Mein Herz spielt verrückt (Dil To Pagal Hai; Hintergrundtänzer)
- 1999: Taal (Hintergrundtänzer)
- 2003: Ishq Vishk
- 2004: Fida
- 2004: Dil Maange More!!!
- 2005: Deewane Huye Paagal
- 2005: Vaah! Life Ho Toh Aisi!
- 2005: Shikhar
- 2006: Vivah – Mein Herz bleibt dir treu (Vivah)
- 2006: Chup Chup Ke
- 2006: 36 China Town
- 2007: Fool N Final
- 2007: Jab We Met – Als ich dich traf (Jab We Met)
- 2008: Kismat Konnection – Füreinander bestimmt (Kismat Konnection)
- 2009: Kaminey – Ungleiche Brüder (Kaminey)
- 2009: Mein Herz ruft nach Liebe – Dil Bole Hadippa! (Dil Bole Hadippa)
- 2010: Chance Pe Dance – Tanz um dein Glück (Chance Pe Dance)
- 2010: Paathshaala
- 2010: Badmaash Company
- 2010: Milenge Milenge – Wir werden uns finden (Milenge Milenge)
- 2011: Mausam – Jahreszeiten der Liebe (Mausam)
- 2012: Für immer und ewig – Teri Meri Kahaani (Teri Meri Kahaani)
- 2013: Bombay Talkies  (Tanzauftritt im Lied Aapna Bombay Talkies)
- 2013: Phata Poster Nikhla Hero
- 2013: R... Rajkumar
- 2014: Haider
- 2014: Action Jackson (Tanzauftritt im Lied Punjabi Mast)
- 2015: Shaandaar- schlaflos verliebt
- 2016: Udta Punjab
- 2017: Rangoon
- 2017: Padmaavat
- 2019: Kabhir Singh
- 2023: Farzi